# The Program (film, 1993)
Pour les articles homonymes, voir The Program.
Pour plus de détails, voir Fiche technique et Distribution.
The Program est un film américain réalisé par David S. Ward, sorti en 1993.

## Synopsis
Une équipe de football américain disparate est prête à tout pour remporter le championnat, sous l'autorité d'un entraîneur impitoyable.

## Fiche technique
- Titre : The Program
- Réalisation : David S. Ward
- Scénario : David S. Ward & Aaron Latham
- Musique : Michel Colombier
- Photographie : Victor Hammer
- Montage : Kimberly Ray & Paul Seydor
- Production : Samuel Goldwyn Jr.
- Sociétés de production : Touchstone Pictures & The Samuel Goldwyn Company
- Société de distribution : Buena Vista Pictures
- Pays de production :  États-Unis
- Langue : Anglais
- Format : Couleur - Dolby - 35 mm - 1.85:1
- Genre : Drame
- Durée : 110 min
- Date de sortie : 1993

## Distribution
- James Caan (VF : Patrick Floersheim) : Sam Winters
- Omar Epps : Darnell Jefferson
- Halle Berry : Autumn Haley
- Craig Sheffer : Joe Kane
- Kristy Swanson (VF : Rafaèle Moutier) : Camille Shafer
- Duane Davis : Alvin Mack
- Andrew Bryniarski : Steve Lattimer
- Abraham Benrubi : Bud-Lite Kaminski
- Leon Pridgen : Ray Griffen
- Jon Pennell : Bobby Collins
- Joey Lauren Adams : Louanne Winters
- J.C. Quinn : Le père de Joe
- Al Wiggins : M. Haley
- John Bennes : Edward Learnihan